# غوردون أوغيلفي
غوردون أوغيلفي (بالإنجليزية: Gordon Ogilvie)‏ هو مؤرخ نيوزيلندي، ولد في 8 مايو 1934 في كرايستشرش في نيوزيلندا، وتوفي في 23 أكتوبر 2017.